# Аврам-Янку
Аврам-Янку (рум. Avram Iancu) — коммуна в составе жудеца Алба (Румыния).

## История
Образована в 1839 году под названием Видра-де-Сус (рум. Vidra de Sus). В 1924 году переименована в честь родившегося в этих местах национального героя Аврама Янку.

## Состав
В состав коммуны входят следующие населённые пункты:
- Акимецешти (Achimețești)
- Аврам-Янку (Avram Iancu)
- Аврэмешти (Avrămești)
- Бэдэй (Bădăi)
- Болдешти (Boldești)
- Кэлугэрешти (Călugărești)
- Кэсоаия (Căsoaia)
- Кындешти (Cândești)
- Кырэшти (Cârăști)
- Кырцулешти (Cârțulești)
- Коцешти (Cocești)
- Кокошешти (Cocoșești)
- Короешти(Coroiești)
- Дялу-Гришулуй (Dealu Crișului)
- Долешти (Dolești)
- Думэчешти (Dumăcești)
- Гожеешти (Gojeiești)
- Хелерешти (Helerești)
- Инчешти (Incești)
- Жожей (Jojei)
- Мэртешти (Mărtești)
- Орджешти (Orgești)
- Пэтруцешти (Pătruțești)
- Плай (Plai)
- Пушелешти (Pușelești)
- Шойчешти (Șoicești)
- Штертешти (Ștertești)
- Тырса (Târsa)
- Тырса-Плай (Târsa-Plai)
- Валя-Мачулуй (Valea Maciului)
- Валя-Уцулуй (Valea Uțului)
- Вердешти (Verdești)
- Видришоара (Vidrișoara)

## Население
Согласно переписи населения 2011 года, в коммуне проживало 1636 человек, 86,36 % которых были румынами и 10,08 % — цыганами.

## Достопримечательности
- Традиционный народный праздник в горах Мунтеле-Гэйна
- Дом-музей Аврама Янку
- Водопад Писоала
- Змеиный холм